# Edward Sackville, IV conte di Dorset
Edward Sackville, quarto conte di Dorset (1591 – Londra, 17 luglio 1652), è stato un politico inglese.
Sedette nella Camera dei Comuni dal 1621 al 1622 e divenne quindi conte di Dorset nel 1624. Coinvolto nelle operazioni di colonizzazione del Nord America. Supportò la causa dei realisti nella guerra civile inglese.

## Biografia

### I primi anni e il duello con lord Kinloss
Edward Sackwille era uno dei figli di Robert Sackville, II conte di Dorset e di sua moglie, Margaret Sackville. Studiò al Christ Church college di Oxford con suo fratello maggiore ed ottenne poi un master of arts dall'Università di Cambridge. Ereditò il titolo di conte e pari d'Inghilterra alla morte del fratello maggiore Richard nel 1624.
Nel 1613 combatté un duello con Edward Bruce, II lord Kinloss, per ottenere la mano di Venetia Stanley, nipote di Edward Stanley, III conte di Derby. Re Giacomo I si oppose alla decisione di battersi dei due giovani che furono così costretti a lasciare l'Inghilterra, per evitare di incorrere nelle ire del sovrano. Si batterono così a Bergen op Zoom, nei Paesi Bassi. Durante il duello i due si colpirono numerose volte e Edward Sackwille perse addirittura un dito mentre tentava di disarmare l'avversario; tuttavia alla fine Edward riuscì a sconfiggere il suo avversario. Nonostante questo Venetia Stanley decise di andare in sposa a Kenelm Digby, collaboratore del re e grande appassionato d'arte.

### La carriera
Alcune fonti indicano che nel 1614, Sackville venne eletto membro del parlamento per la circoscrizione del Sussex e che fu uno dei leaders del partito popolare, ma queste informazioni non appaiono nei registri dell'Addled Parliament. Nel 1616 si occupò del rilascio di  Sir Edward Herbert che era stato arrestato a Lione, in Francia. Venne creato cavaliere dell'ordine del Bagno nel giorno stesso in cui il futuro Carlo I venne creato principe di Galles. Dal 1619 fu uno dei principali fautori della Virginia Company che supportò le imprese del colono Sir Edwin Sandys. Il 22 luglio 1620 egli salpò alla volta del continente europeo come comandante delle forze inviate sotto il comando di Sir Horatio Vere ad assistere Federico V, re di Boemia, genero di Giacomo I. Edward Sackville presenziò dunque alla battaglia della Montagna Bianca l'8 novembre 1620.
Tornato in patria, nel 1621 Sackville venne eletto membro del parlamento per la circoscrizione del Sussex. Nel marzo di quello stesso anno venne nominato membro di una commissione della Camera dei Comuni che avrebbe avuto il compito di ispezionare l'operato di alcune corti di giustizia ma che, di fatto, non diventò mai operativa. Parlò per conto di Francis Bacon al parlamento il 17 marzo 1621. Nel luglio del 1621 fu per un breve periodo ambasciatore presso Luigi XIII di Francia. Nel novembre di quello stesso anno, difese vigorosamente la proposta di votare un sussidio per la ripresa del Palatinato. Dall'aprile del 1623, divenne governatore della Bermuda Islands Company e nel settembre di quello stesso anno venne nuovamente nominato ambasciatore in Francia. Portatosi a Roma nel 1624, fece visita a Marco Antonio de Dominis, arcivescovo di Spalato recentemente convertitosi all'anglicanesimo, il quale si trovava imprigionato. Mentre era a Firenze, ricevette la notizia della morte di suo fratello maggiore Richard Sackville, III conte di Dorset, che era avvenuta il 28 marzo di quello stesso anno e pertanto assunse il titolo di quarto conte di Dorset.

### Conte di Dorset

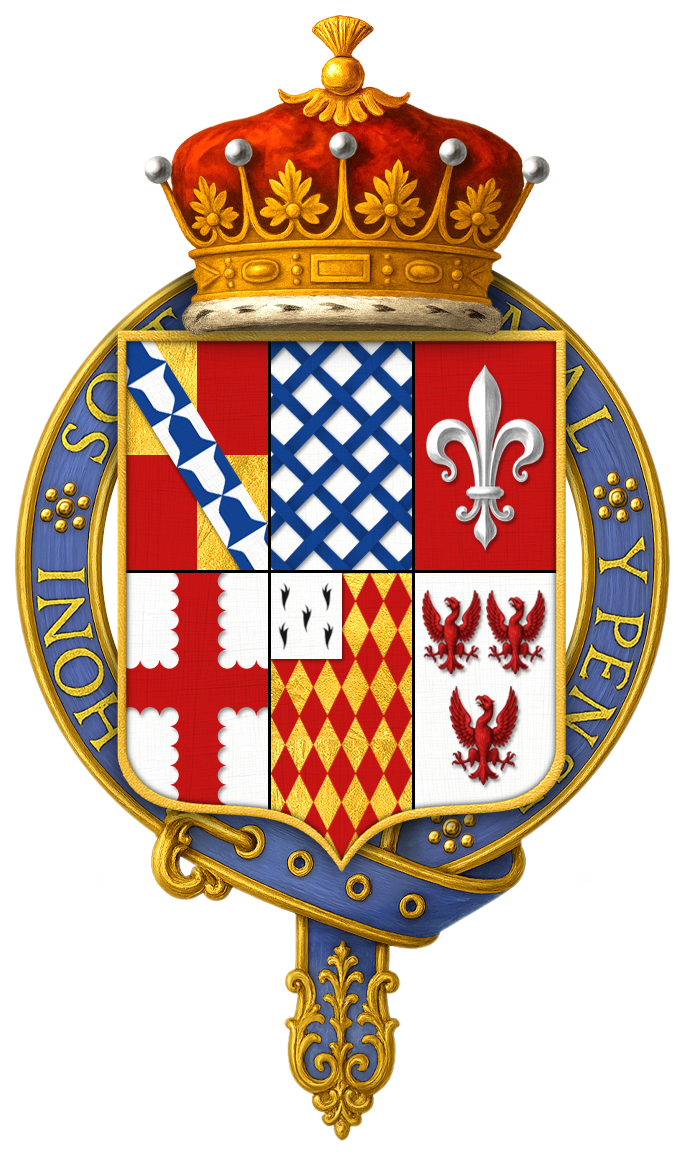
Stemma di Sir Edward Sackville, IV conte di Dorset e cavaliere dell'Ordine della Giarrettiera

Dorset, con la successione al fratello, ne ottenne tutti i titoli ed i benefici, ma anche tutti i debiti che questo aveva accumulato negli anni, motivo per cui venne costretto a vendere delle terre. Divenne Lord luogotenente del Sussex e Lord luogotenente del Middlesex, e ricoprì diversi incarichi tra cui quello di responsabile della foresta di Ashdown e steward di Great Yarmouth dal 1629. Il 15 maggio 1625 venne ammesso tra i cavalieri dell'Ordine della giarrettiera. All'incoronazione di Carlo I il 2 febbraio 1626, venne ammesso al consiglio privato del sovrano. La sua influenza a corte fu ad ogni modo completata solo con la nomina a Lord Ciambellano della regina Enrichetta Maria di Francia il 16 luglio 1628. Appassionato di teatro, fu tra i fondatori del Salisbury Court Theatre, non lontano dalla sua abitazione. Fu commissario delle piantagioni in Virginia dal 1631 al 1634.
Come pari d'Inghilterra e consigliere privato, il conte di Dorset fu particolarmente attivo nella politica dei suoi anni. Dal 30 maggio 1635 al 10 aprile 1636, fu commissario per le nuove costruzioni erette a Londra ed a Westminster. Fu uno dei lord commissari per l'Ammiragliato, affiancando il conte di Lindsey nelle sue operazioni di bonifica di alcune parti paludose del Lincolnshire e fu commissario per il rifornimento di salnitro. Il 13 giugno 1636 fu conestabile del castello di Beaumaris. Mantenne sempre forti legami con l'America ed ottenne l'isola di Sandy Hook Island (lat. 44°), il 10 dicembre 1638.
Nel 1640 il conte di Dorset fu uno dei pari nominati alla reggenza durante l'assenza del re, portatosi a nord. Nel gennaio del 1641 fu tra coloro che organizzarono il matrimonio tra la principessa Maria ed il principe d'Orange, e fu nuovamente commissario per la reggenza dal 9 agosto al 25 novembre di quello stesso anno.

### La guerra civile inglese

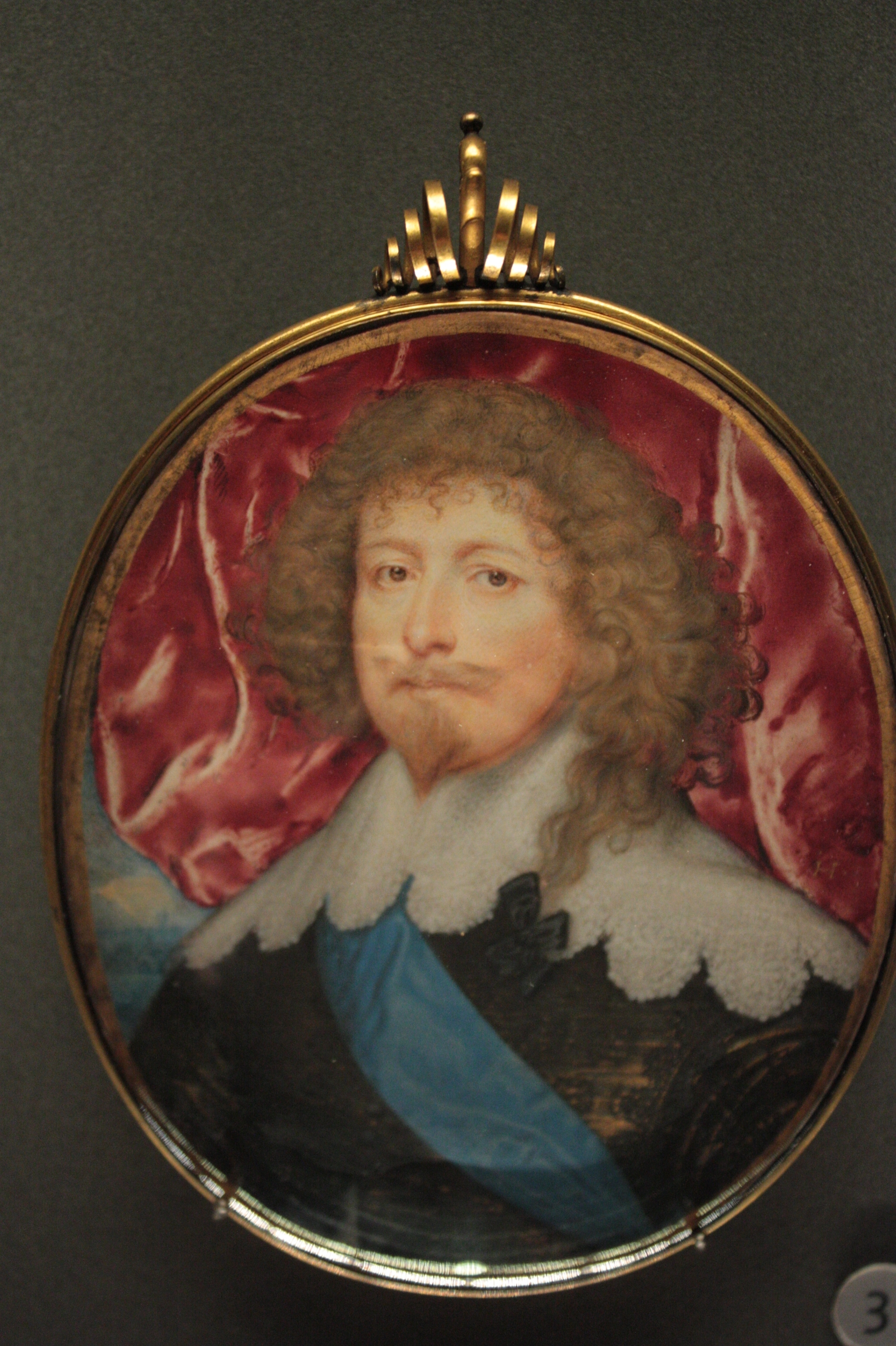
Edward Sackville, IV conte di Dorset, in una miniatura di John Hoskins del 1635

Già all'inizio del 1642, il conte di Dorset raggiunse il re a York e lo pregò di lasciargli il comando di una formazione di sessanta cavalieri, pur dicendosi contrario all'idea di intraprendere una guerra civile che contrapponesse inglesi agli inglesi. Nel luglio di quello stesso anno raggiunse la regina nei Paesi Bassi, ma tornò ben presto a Nottingham dove si trovava il sovrano. Il 25 agosto venne inviato, con lord Southampton e Sir John Colepeper, a trattare coi capi del parlamento. Nello stesso giorno alcuni soldati parlamentari saccheggiarono Knole House. Presenziò alla battaglia di Edgehill. Durante questo periodo venne inoltre incaricato della persona del giovane principe, futuro Giacomo II, il quale scrisse poi nel 1679:
Si portò quindi ad Oxford col re e più di una volta protestò comunque contro la prosecuzione della guerra, scontrandosi col conte di Bristol. Venne nominato commissario del tesoro reale il 7 marzo 1643 e venne infine nominato Lord Ciambellano della casa reale dal 21 gennaio 1644 al 27 aprile 1646. Nel 1644 gli venne affidata la presidenza del consiglio privato del sovrano. Fu firmatario di una lettera indirizzata al conte di Essex affinché questi promuovesse la pace, nel gennaio del 1644. Fu uno dei commissari incaricati della difesa di Oxford e venne nominato da Carlo I nel dicembre del 1645 a capo della milizia. Fu uno dei firmatari della capitolazione di Oxford del 24 giugno 1646.
Il conte di Dorset fu uno dei sei pari d'Inghilterra che richiesero il permesso di portarsi con Carlo I ad Hampton Court nell'ottobre del 1647, ma il parlamento glielo impedì.
Dopo l'esecuzione del sovrano nel 1649, il conte di Dorset rimase nella sua casa di Salisbury Court, su Fleet Street. Qui morì il 17 luglio 1652 e venne sepolto nella cappella di famiglia a Withyham. Il suo monumento funebre venne distrutto da un incendio il 16 giugno 1663.
Lord Clarendon descriveva il conte di Dorset come un uomo "di bell'aspetto, gradevole e vigoroso, piacevole, brillante e sublime... L'unico vizio che gli pervenne col tempo fu l'età." Era abile nei discorsi e un politico di stampo moderato che combinava il rispetto per le prerogative reali ad un attaccamento alla causa protestante ed alle libertà del parlamento. Fu anche un eccellente uomo d'affari.

## Matrimonio e figli
Edward Sackville sposò Mary Curzon (1586–1645) di Croxall Hall nel Derbyshire, che divenne la governante reale dei principi e futuri sovrani Carlo e Giacomo. La coppia ebbe tre figli:
- Mary (m. 1632)
- Richard, V conte di Dorset (1622–1667)
- Edward (m. 1646)